# سیارک ۱۸۵۵۵۴
سیارک ۱۸۵۵۵۴ (به انگلیسی: 185554 Bikushev، نامگذاری:2008AB5) صد و هشتاد و پنج هزار و پانصد و پنجاه و چهارمین سیارک کشف شده‌است که در ۷ ژانویه ۲۰۰۸ کشف شد.